# Walckenaerianus
Walckenaerianus là một chi nhện trong họ Linyphiidae.